# 1082
Cette page concerne l'année 1082  du calendrier julien.
L'année 1082 est une année commune qui commence un samedi.

## Événements
- 21 février : les Normands de Robert Guiscard prennent Durazzo. Robert Guiscard est rappelé en Italie par un soulèvement fomenté à l’instigation de l’empereur Henri IV. Son fils Bohémond de Tarente le remplace[1].
- Mai :
  - Bohémond assiège Ioannina et bat les armées byzantines à deux reprises. En quelques mois il occupe la région des lacs et la Macédoine occidentale, puis passe en Thessalie où il assiège Larissa (fin en 1083)[1].
  - Bulle d'Or (chrysobulle) : Venise acquiert des privilèges commerciaux dans l’empire byzantin[2]. Elle se voit concéder un quartier entier à Constantinople et ses marchands sont exemptés du kommerkion. Byzance reconnaît l'égalité de puissance de Venise car elle a besoin de la flotte vénitienne pour lutter contre les Normands.
- 29 septembre :  le Vexin passe au Domaine royal français à la mort de son dernier comte Simon, moine depuis 1077[3].
- 2 décembre : une inscription sur une stèle à Leran à l'est de Java révèle la présence de musulmans dans la région[4].

- Alger est prise par les Almoravides[5].
- Guerre entre Florence et Sienne. Les Florentins sont battus près de Lecceto[6].
- Bernard Aton IV Trencavel prend le titre de vicomte de Carcassonne[7].